# Camp de Bremen-Hindenburgkaserne
Le camp de Bremen-Hindenburgkaserne (Caserne Hindenburg) est une unité de travail forcé relevant de la II. SS Baugrigade, dépendant du camp de concentration de Neuengamme, située à Brême et mise à la disposition de la ville et d'entreprises contractantes pour déblayer les décombres faisant suite aux bombardements alliés.

## Création
Alors qu'elle ont été conçues pour soutenir l'effort de construction dans les territoires conquis par le Reich, les bombardements alliés sur l’ouest et le nord-ouest de l'Allemagne réorientent les SS-Baubrigaden vers des missions de déblaiement des décombres, de recherche de cadavres et de déminage. Elles relèvent la plupart du temps de l’administration concentrationnaire la plus proche de leurs lieux de travail.
Les écuries de la Caserne Hindenburg servent à plusieurs reprises de camp de détention pendant la seconde Guerre mondiale : des déportés de Neuengamme assignés à la SS II Baubrigade l'occupent de septembre 1943 à avril 1944. Elle héberge ensuite pendant quelques semaines des travailleurs forcés ukrainiens. En août 1944, 500 Juives hongroises sélectionnées à Auschwitz-Birkenau, y sont transférées. Elles sont rejointes à la fin du mois par 300 Juives polonaises venant également d'Auschwitz-Birkenau.
Elles sont logées dans les anciennes écuries de la caserne.
Le responsable du camp est le SS-Unterscharführer  succède à  puis, à partir de la mi-septembre par le HauptscharführersS-Hauptscharführers Johann Hill.

## Travail forcé
Les déportées sont mises à la disposition d'entreprises de terrassement et de construction, mais la plupart d'entre elles sont employées à déblayer les décombres après les bombardements de la ville.

## Démantèlement
Le 26 septembre 1944, deux déportées sont tuées lors d'un raid aérien qui touche la caserne est touchée. Le jour même, les détenues sont transférées au camp de Brême- Obernheide.